# Pieve dei Santi Gervasio e Martino a Lobaco
La pieve dei Santi Gervasio e Martino a Lobaco nella località omonima del comune di Pontassieve.

## Storia e descrizione
Le fonti antiche ricordano in zona, già nell'XI secolo, due chiese: una pieve dedicata a San Gervasio posta in località Alpiniano ed una chiesa di San Martino a Castel Lobaco. Il toponimo Lobaco (o Lubaco) dava nome quindi a due chiese, se non si comprende quella di Santa Brigida a Lobaco, più ad est. San Martino a Lobaco, nei pressi dell'omonimo castello, si trovava in un'area collinare tra Pagnolle e la valle del torrente Sieci. L'attuale pieve corrisponde quindi all'antica San Gervasio che nel 1526 avrebbe ereditato anche la dedicazione della chiesa di San Martino ormai in rovina.
L'edificio attuale risale al XII secolo, è attribuita alle stesse maestranze che hanno realizzato in Mugello le chiese di Sant'Agata e di San Giovanni Decollato a Cornacchiaia, e mantiene specie all'esterno quasi inalterati i caratteri romanici e l'originario paramento murario in arenaria e alberese recuperato nei restauri novecenteschi. La facciata, conclusa da timpano triangolare, presenta una lunetta sopra il portale dipinta da Silvestro Pistolesi con un San Martino (1980).
L'impianto ad un'unica navata si deve ad una ristrutturazione settecentesca, ricordata in una lapide del 1751 sulla facciata della canonica, che eliminò l'originaria articolazione in tre navate. Sotto il pavimento sono state portate alla luce le fondamenta di una precedente piccola chiesa ad aula unica. L'interno è coperto da capriate ed è concluso dall'abside circolare con una piccola fenditura romanica. Ai lati dell'abside sono due altari in pietra dove sono collocate l'Annunciazione discendente dal prototipo di Jacopo da Empoli e una tela prossima a Jacopo Vignali con i Santi Pietro Martire, Antonio Abate e Martino.